# Бузня
Бузня (рум. Buznea) — село у повіті Ясси в Румунії. Входить до складу комуни Іон-Некулче.
Село розташоване на відстані 314 км на північ від Бухареста, 43 км на захід від Ясс.

## Населення
За даними перепису населення 2002 року у селі проживали 1594 особи, усі — румуни. Усі жителі села рідною мовою назвали румунську.